# Kunai
Kunai — видеоигра в жанре платформер, разработанная TurtleBlaze и изданная The Arcade Crew. Её выход состоялся 6 февраля 2020 года для Windows и Nintendo Switch. В Kunai игрок берёт на себя управление роботом Табби, который должен победить Лемонкуса — ИИ, почти полностью истребившего человечество, основное действие происходит в постапокалиптическом мире. В июле 2020 года The Arcade Crew заключила партнёрство с Limited Run Games на выпуск физических копий версии для Nintendo Switch.
Игра изначально создавалась, как мобильная, затем было решено значительно расширить игровой процесс выпустить её на приставке Nintendo Switch. Когда был придуман дизайн антропоморфного планшета, была затем проработана игровая вселенная. Разработчики уделили особое внимание движениям и боевой системе, они хотели создать игру, подходящую для спидрана.
Версия для ПК получила в целом положительные отзывы, хотя версия для Nintendo Switch получила смешанные отзывы. Игру хвалили за её боевую систему, интересную концепцию и художественную эстетику, но раскритиковали главным образом за изнурительные бэктрекинги и проблемы с управлением.

## Игровой процесс

Табби использует катану, чтобы уничтожить двух роботов.

В Kunai игрок управляет Табби — роботом, который присоединяется к группе сопротивления. В начале игры Табби находит катану и пару кунаев. Катана может наносить удары снизу, позволяя также отскакивать от врагов. Катаной также можно отбиваться от пуль. Табби исцеляется, когда он атакует врага мечом, её может улучшить кузнец за деньги. Монеты можно собирать, уничтожая врагов или предметы катаной. Кунаи можно использовать, как крючья для захвата, чтобы забираться на труднодоступные области. Здоровье Табби восстанавливается в точках сохранения.
По мере прохождения Табби собирает больше оружия, например это пулеметы, сюрикены или способность к дополнительному прыжку в воздухе. Пулеметы можно использовать для преодоления пропастей, а сюрикены могут оглушать врагов или активировать переключатели. Табби получает шляпу, когда он побеждает босса. На игровых уровнях можно найти секретные комнаты с сундуками, в которых можно найти шляпы, валюту или фрагменты сердца. Улучшения также можно приобрести через внутриигровые роутеры WiFi.

## Разработка и выпуск
Kunai была разработана TurtleBlaze — независимой студией, состоящей из трёх человек в Гааге, Голландии. По изначальной задумке это должна была быть мобильная игра. Команда искала издателя для своего прототипа, в том числе и на выставке Game Developers Conference 2018. В какой то момент разработчики отказалась от идеи делать мобильную игру, решив что их будущий продукт должен быть премиум класса. Когда в 2017 году была выпущена приставка Nintendo Switch, команда решила разрабатывать игру для этой игровой приставки. TurtleBlaze получила от Nintendo комплекты для разработки игр. За четыре недели мобильный прототип был переделан в прототип для Nintendo Switch. Разработчиком пришлось переработать уровни для их отображения на диагональном экране вместо вертикального, полностью переработать элементы управления и научиться пользоваться комплектом разработчика от Nintendo. Со слов продюсера Брэма Стеге, поскольку Kunai создавалась на движке Unity, переносить игру на ПК было гораздо проще. Табби изначально был абстрактной фигурой без личности, но затем создатели переработали его дизайн, стремясь создать «что-то уникальное». В какой то момент была предложена идея с антропоморфным планшетом. Далее уже велась работа над внутриигровой вселенной. Разрабочики хотели представить мир, в котором машины уничтожили человечество, но оставшиеся роботы, как и люди конфликтуют между собой и главный герой является одним из повстанцев, борющихся против диктатуры. Повстанцы также защищают оставшихся в живых людей. Игровой мир совмещает в себе индустриальные и японские мотивы, сам главный герой является ниндзя. Игровые уровни создавались, как удобные для спидрана. Сама игра является метроидванией. Разработчики при дизайне уровней вдохновлялись старыми играми серии Metroid и Castlevania, в которые играми в детстве. Особое внимание было уделено многочисленным способам передвижения героя, его инструментам и оружием для перемещения и сражения. Разработчики хотели, чтобы герой мог быстро и легко передвигаться по уровням. Саму игру они называли подходящей для спидрана.
В 2018 году игра демонстрировалась на выставках Gamescom и Tokyo Game Show. The Arcade Crew объявила о предстоящем выпуске Kunai 13 марта 2019 для игровых приставок запуском Nintendo Switch и персональных компьютерах. Игра была включена в состав сборника Fanatical Platinum Build Your Own Bundle. Kunai была представлена на Game Developers Conference 2019, PAX East 2019 и E3 2019. В октябре было объявлено о дате выхода игры — в начале 2020 года. В октябре также были продемонстрированы 4 минуты игрового процесса. Тогда был продемонстрирован игровой мир и битва с боссом Furious Ferro. Демоверсия игры была доступна на мероприятии Day of the Devs 2019. Дата выхода была объявлена на 14 января 2020 года. В тот же день был выпущен трейлер с боссом.
Игра снова была представлена на выставке PAX South 2020. Выход игры состоялся для Microsoft Windows и Nintendo Switch 6 февраля 2020 года. В июле The Arcade Crew заключила партнерское соглашение с Limited Run Games на выпуск физических копий для Nintendo Switch. Их выпуск состоялся в октябре 2020 года в дополнение с набором наклеек. Игроки, совершившие предварительные заказы в подарок получали значки с Табби. В июле Kunai была доступна, как одна из бесплатных игр на Twitch Prime. В 2022 году Kunai была одной из 20 игр, доступных во время мероприятия Fanatical Build Your Own Easter Bundle.

## Критика
| Сводный рейтинг       | Сводный рейтинг       |
| Агрегатор             | Оценка                |
| --------------------- | --------------------- |
| Metacritic            | PC: 78/100 NS: 73/100 |
| Иноязычные издания    |                       |
| Издание               | Оценка                |
| Famitsu               | 32/40                 |
| Game Informer         | 6/10                  |
| GameSpot              | 7/10                  |
| Hardcore Gamer        | 3,5/5                 |
| Nintendo Life         | [ 41 ]                |
| Nintendo World Report | 9/10                  |
| TouchArcade           | 4,5/5                 |
| USgamer               | [ 4 ]                 |
| Windows Central       | [ 6 ]                 |

Игра на ПК в целом получила положительные отзывы, но более сдержанные отзывы, что касается Nintendo Switch. Famitsu присудила игре 32 балла из 40 возможных на основе четырёх оценок по 8 баллов.
Шон Масгрейв с сайта TouchArcade похвалил игровой процесс и механики в игре, обеспечивающие надёжные бои. Однако Масгрейв посчитал, что исследование уровней можно было бы улучшить, а возвращение на прежние уровни для исследования просто «утомительно». Алехандро Барбоза с сайта GameSpot оценил в игре визуальный стиль, бои и движения в воздухе. Однако он также назвал возвраты на прежние уровни самой «утомительной» частью. Барбоза оценил внутриигровой сеттинг, но назвал его слишком поверхностным. Джо Джуба с сайта Game Informer заметил, что Kunai предлагает множество интересных концепций, но они не ощущаются, как часть чего то целого. Дэниел Бладворт с сайта Easy Allies дал игре 7,5 баллов из 10, оценив визуальный стиль, отсылающий к Game Boy. Бладворт назвал управление в игре «фантастическим», но был разочарован сложностью битвы с боссами.
Джордан Хелм с сайта Hardcore Gamer посчитал, что игра «спотыкается» об отсутствие детализаций, но в целом она забавная, хоть и короткая.  Джордан Палмер с сайта Windows Central похвалил дизайн, бой, исследования и саундтрек. Он также оценил игру за её визуальные эффекты, но раскритиковал элементы управления с использованием клавиатуры, назвав их просто неудобными.
Бен Следж с сайта Nintendo Life оценил представленное в игре оружие, но раскритиковал обилие бэктрекингов. Критик заметил, что игра идеально подходит для Nintendo Switch. Нил Ронаган с сайта Nintendo World Report оценил движения в игре, дизайн уровней и эстетику в стиле Человека-паука. Ронаган также похвалил битвы с боссами и исследования, назвав их умно продуманными. Майк Уильямс с сайта USgamer заметил, что Kunai особенно выделяется своей боевой системой и оценил «эстетику Game Boy Color». Он однако как и остальные рецензенты раскритиковал бэктрекинг, заметив, что игровые уровни не предлагают обходные пути. Уильямс считал, что у Kunai — отличный потенциал и для продолжения.

### Номинации
Кунай занял третье место на Big Indie Pitch PC/Console Edition 2020 года.
| Год  | Награда           | Категория                        | Итог      | Ссылка |
| ---- | ----------------- | -------------------------------- | --------- | ------ |
| 2020 | NAVGTR Awards     | Выдающаяся игра, Original Family | Номинация | [ 44 ] |
| 2020 | Webby Awards      | Лучший пользовательский опыт     | Honoree   | [ 45 ] |
| 2021 | Dutch Game Awards | Лучший визуал                    | Номинация | [ 46 ] |

### Ревью бомбинг
В феврале 2020 года игра Kunai стала целью для ревью-бомбинга на Metacritic, в результате чего общий пользовательский рейтинг игры рухнул с 8,1 до 1,7 баллов за день. Разработчики выяснили что рейтинги обрушил один человек. С помощью нескольких адресов электронной почты он создал около 200 учетных записей на Metacritic, чтобы снизить пользовательский рейтинг. В то время у Metacritic не было политики по выявлению или устранению ревью-бомбингов. Команде пришлось обратиться к команде Metacritic с имеющимися доказательствами, чтобы отменить последствия ревью-бомбинга.

## Комментарии
1. ↑  Score based on 18 reviews.
2. ↑  Score based on 32 reviews.